# فرودگاه محلی کوینسی
 فرودگاه محلی کوینسی (به انگلیسی: Quincy Regional Airport) (به زبان بومی: Baldwin Field) یک فرودگاه همگانی بهره‌برداری هوایی با کد یاتا UIN است که یک باند فرود آسفالت و بتن دارد و طول باند آن ۲۱۶۳ متر است. این فرودگاه در شهر شهرستان آدامز کشور ایالات متحده آمریکا قرار دارد و در ارتفاع ۲۳۴ متری از سطح دریا واقع شده است.